# Johannes Müller
Johannes Müller (* 1969 em Dresda) é um político alemão do NPD e Wehrwirtschaftsführer o regime nazista.
Ele foi membro da CDU de 1988 até 1992. Johannes Müller é um político do NPD desde 1998.